# Ferrari SF90 Stradale
Ferrari SF90 Stradale är en sportbil som den italienska biltillverkaren Ferrari presenterade i maj 2019.
SF90 Stradale är Ferraris första plug in-hybrid. Den har två elmotorer på framaxeln samt en på bakaxeln. Tillsammans med förbränningsmotorn levererar de en systemeffekt på 1 000 hk och ett vridmoment på 900 Nm. Hybridsystemets batteripack har en kapacitet på 7,9 kWh vilket uppges räcka till 26 km körning på ren eldrift.

## Tekniska data
| Tekniska data                  | SF90 Stradale                                                         |
| ------------------------------ | --------------------------------------------------------------------- |
| Motor:                         | 8-cylindrig 90° V-motor med biturbo                                   |
| Cylindervolym:                 | 3990 cm³                                                              |
| Borrning x slaglängd:          | 86,5x83,0 mm                                                          |
| Kompression:                   | 9,5:1                                                                 |
| Max effekt vid varvtal:        | 780 hk vid 7 500 v/min                                                |
| Max vridmoment vid varvtal:    | 800 Nm vid 6 000 v/min                                                |
| Ventilstyrning:                | Dubbla överliggande kamaxlar per cylinderrad, 4 ventiler per cylinder |
| Bränslesystem:                 | Direktinsprutning                                                     |
| Hybridsystem:                  | KERS-system med 3 st elmotorer på 162 kW                              |
| Växellåda:                     | 8-växlad växellåda med dubbelkoppling                                 |
| Bromsar:                       | Keramiska skivbromsar                                                 |
| Hjulupphängning fram:          | Dubbla tvärlänkar, skruvfjädrar                                       |
| Hjulupphängning bak:           | Multilänk, skruvfjädrar                                               |
| Chassi & kaross:               | Chassi i aluminium/kolfiber-honeycomb                                 |
| Däck & fälg:                   | Fram: 255/35 ZR20 J9,5 Bak: 315/30 ZR20 J11,5                         |
| Hjulbas:                       | 2650 mm                                                               |
| L x B x H:                     | 4710 x 1972 x 1186 mm                                                 |
| Torrvikt:                      | 1600 kg                                                               |
| Acceleration 0 – 100 km/h:     | 2,5 s                                                                 |
| Acceleration 0 – 200 km/h:     | 6,7 s                                                                 |
| Toppfart:                      | 340 km/h                                                              |
| Bränsleförbrukning per 100 km: |                                                                       |
| CO2-utsläpp per km:            |                                                                       |